# Condado de Greene (Mississippi)
O Condado de Greene é um dos 82 condados do estado norte-americano do Mississippi. A sua sede de condado é Leakesville, que é também a sua maior cidade.
O condado tem uma área de 1862 km² (dos quais 16 km² estão cobertos por água), uma população de 13 299 habitantes, e uma densidade populacional de 7 hab/km² (segundo o censo nacional de 2000). O condado foi fundado em 1811 e o seu nome é uma homenagem ao general Nathanael Greene (1742–1786), militar do Exército Continental na Guerra da Independência dos Estados Unidos.